# 河北省立法商学院
河北省立法商学院，简称天津法政、河北法商，初名北洋法政学堂，1906年由直隶总督袁世凯委派黎渊于天津河北新区新开河西岸创办，是中国近代第一所高等法政类专科学校和天津近代史上唯一的公立政法类普通高校, 也是“各省创立研究社会科学之始”。1937年，因抗日战争爆发波及天津而停办、1947年，在天津原址复校，1949年3月，解放军接管天津后，学院解散，学生并入南开大学等高校。

## 校名
河北省立法商学院曾六易校名。创办之初定名北洋法政专门学堂，后先后更名北洋法政学堂、北洋法政专门学校、直隶公立法政专门学校、河北省立法政专门学校、河北省立法商学院，但习惯上被称为“天津法政”。

## 历史沿革
1905年3月，军机大臣孙家鼐呈折，要求在各省课吏馆内添设在学速成科讲习法律，“新律修定，亟应储备法律人才，”“近日直隶议设政法学堂，所列科目颇为详备”。1905年10月，袁世凯参考派赴日本考察的閻鳳閣(后来的直隶省议会议长)、梁志宸(后来的直隶省议会副议长)等人提出的意见，要求留学日本的幕僚黎渊和稽镜归国筹办北洋法政学堂。黎渊、稽镜奉命归国后，开始负责筹建北洋法政学堂。
1906年7月，清廷学部颁发了《北洋法政学堂章程》，北洋法政学堂的创办正式获得清廷的批准。9月，黎渊正式上任学堂监督。1906年12月30日，北洋法政学堂在河北新区新开河西岸(现志成道33号)启用学堂钤印，占地4200平方米，校舍为中西合璧的建筑，用豆青条石奠基，砖木结构，墙面是伊奥克尼古典式，校门用拱券式，房檐部有栏杆式女儿墙，是当时学校建筑的通行形式。1907年8月正式招生，9月2日正式上课。被认为是中国第一所现代意义上的高等法政专科学校。仿效日本明治维新时期的法律学校规制，学制6年(预科3年，本科3年)，本科分法律、政治两系，另设职、绅两班，职班为司法科，绅班为行政科，学制一年半。以天津为试点，创办自治局、议事会，设立自治研究所，以吸收阅历较多、德高望重的士绅入所听讲。被清廷指定为全国各省同类学校的表率和样板。清政府为了试行创设法政学堂，曾于1906年7月起由学部颁布奏定的《北洋法政学堂章程》，通咨各省照办。
1911年8月，更名为北洋法政专门学校。1914年，保定法政专门学校、天津高等商业专门学校并入，学校也改称直隶公立法政专门学校。
1923年，李大钊参加直隶公立法政专门学校建校18周年校庆纪念会时作报告：“那时中国北部政治运动，首推天津，天津以北洋法政学校为中心，所以我校在政治运动史上很是重要。”
1928年直隶省更名为河北省后，学校也改为河北省立法政专门学校。1929年国民政府试行大学区制，学校改隶北平大学区。1929年3月改为河北省立法商学院，原有各科改称学系。1929年8月升格为大学，增设大学部，开始招收女生。中共北方局的南汉宸通过北方特科的阮慕韩、杨秀峰在该学院任教的机会，把代理院长、院长杨亦周发展为工作关系，陆续派遣一批批中共党员到该学院教授、讲师、秘书、主任等职，包括法学专家张友渔、温健公、何松亭（经济学讲师）、黄松龄、闻永之、陈志梅等。在他们的思想影响下，全校学生思想倾向进步，政治空气非常浓厚，使该校成为天津学生抗日救亡运动的重要策源地之一。天津的一二·九运动中，朱紀章、庄金林在阮慕韩（法学系讲师）、杨秀峰（学院秘书、教育学系主任）指导下，率先发起串联天津12·18学生大游行、发起成立并领导天津学联、参加平津学联、参加全国学联工作，阮务德、王民生、王守先等该学院学生在后来的抗日武装斗争中牺牲。1935年，河北省立天津商职学校并入学校商职部。由于在抗日救亡运动中该校总是冲在天津各校的最前面，1937年2月，因该院师生积极参加抗日运动，学院被当局武力封闭，强行解散。
抗日战争胜利后，因抗日救亡而被强行解散的河北省立法商学院复校问题被提上了议事日程。但直至1947年，该院前院长杨亦周等在广大毕业生支持下，几经周折，同年秋在原校址复校，顾德铭出任院长。
1949年中国人民解放军进入天津后，学校于3月被撤销，经济、商学两系学生转入南开大学继续学习。1952年院校调整时，该校法商两系分别并入北京政法学院和南开大学。

## 历任监督、校长
- 黎渊（1906年－1909年1月）
- 熊范舆（1909年1月－1909年2、3月）
- 张鸣珂（1909年2、3月－1909年9、10月）
- 胡钧（1909年9、10月－1910年2月）
- 李榘（1910年2月－1912年5月）
- 胡源汇（1912年5月－1912年8月）
- 张恩绶（1912年8月－1913年）
- 高静涛（1913年－1914年）
- 梁志宸（1914年－1915年）
- 张云阁（1915年－1917年）
- 李镜湖（1917年－1921年）
- 李志敏（1921年－1925年9月）
- 刘同彬（1925年9月－1928年8月）
- 顾德铭（1929年5月－1932年2月）
- 吴家驹（1932年3月－1933年7月）
- 高崇焕（1933年7月－1935年6月）
- 杨亦周（1935年6月－1935年12月）
- 呂復（1935年12月－1937年）
- 顾德铭（1947年－1949年）

## 校歌
学校校歌歌词为：
|  | 法维国本，商裕民生，巍巍我校育群英！ 修齐治平，责任匪轻！矢勤矢勇，必专必精！ 为民权而奋斗！作民族之长城！ 今日鸡窗苦读，他年为国增荣。听！听！听！ 欧风美雨正纵横，努力我前程！ |

## 校友
北洋法政学堂的校友有中共主要创始人之一的李大钊等。